# Віньйоло
Віньйоло (італ. Vignolo, п'єм. Vigneul) — муніципалітет в Італії, у регіоні П'ємонт,  провінція Кунео.
Війньоло розташоване на відстані близько 500 км на північний захід від Рима, 80 км на південь від Турина, 7 км на захід від Кунео.
Населення — 2582 особи (2014).
Щорічний фестиваль відбувається 22 вересня. Покровитель — San Costanzo.

## Демографія
Населення за роками:

Станом на 1 січня 2023 року в муніципалітеті офіційно проживало 111 іноземців з 27 країн, серед них 44 громадяни країн Євросоюзу.

## Сусідні муніципалітети
- Борго-Сан-Дальмаццо
- Черваска
- Кунео
- Роккаспарвера